# Suzanne (prénom)
Pour les articles homonymes, voir Suzanne.
Suzanne est un prénom féminin d'étymologie chaldéo-perse issu de la Bible. La graphie Susanne (avec un "s") existe également en français.

## Sens et origine du nom

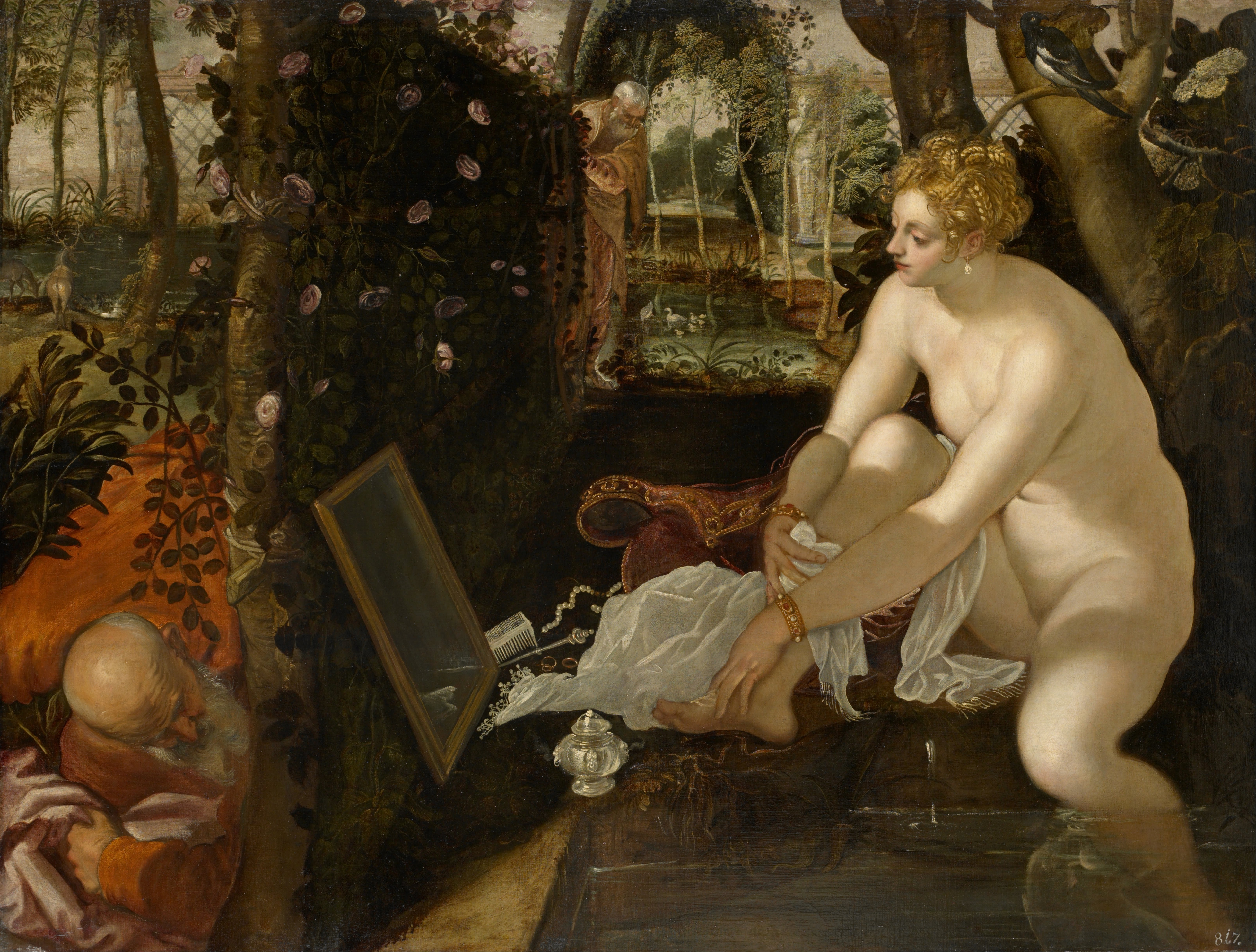
Le Tintoret, Suzanne et les vieillards. Tableau inspiré de l'Ancien Testament.

Suzanne est un prénom féminin d'origine biblique dérivé de l'hébreu " שושנה " : Shoshannah (signifiant aussi bien lys, que rose). Ce terme provient de שושן, shoshan ou Shoushan, c'est-à-dire la ville de Suse, capitale élamite. Le nom Shoushan pour désigner Suse est aussi bien chaldéen que d'origine perse. En persan, il se dit شوش, (Shoush). 
| O34 · S | n · M9 |

| O34 · S | n · M9 |

Il est présent dans l'Ancien comme dans le Nouveau Testament :
- Dans l'Ancien Testament, il apparaît dans un additif grec du Livre de Daniel. L'histoire de Suzanne et les vieillards se déroule en Babylonie. Suzanne y est une très belle, très pieuse mère de famille, que deux notables licencieux surprennent au bain et veulent séduire. Elle les repousse. Pour se venger, ils l'accusent d'adultère. Ils sont juges au tribunal religieux : ils ont donc toutes chances de la faire condamner. Mais le jeune prophète Daniel les confond en les faisant interroger séparément. Les deux lâches sont alors condamnés et lapidés.
- Dans le Nouveau Testament, ce prénom apparaît dans l'Évangile selon Luc, où Suzanne est l’une des femmes qui suivent Jésus dans ses déplacements et l’assistent.

## Variantes
- allemand : Susanne
- anglais : Susan
- arabe : Sousan
- arménien : Շուշան [Shoushann] (lys en arménien)
- danois : Susanne
- espéranto : Susano
- espagnol : Susana, Azucena
- finnois :  Susanna
- hébreu :   שושנה (Chochana, Shoshana)
- hongrois : Zsuzsanna, diminutif Zsuzsa
- irlandais : Siobhan (Shiban)
- italien : Susanna
- lituanien : Tėklė
- norvégien : Susanne
- polonais : Zuzanna
- slovaque : Zuzana
- serbe : Сузана
- suédois : Susanna
- tchèque : Zuzana
- lingala:Suzana
- Moree : Souzane

- Autre forme : Suzannah
- Diminutifs féminins français : Suzette, Suzon, Suzy, Susie, Suzi, Suzie
- Suzel, Suzelle
- Sue

## Popularité du nom
« Suzanne » est un prénom apparu aux tout premiers siècles de la chrétienté (en Orient comme en Occident) ; il disparut ensuite jusqu'au XVIe siècle, où il fut repris par les protestants et les Puritains anglais et américains qui privilégiaient les prénoms bibliques. Depuis cette époque, « Suzanne » est devenu un prénom récurrent dans beaucoup de pays occidentaux.
Dans les pays anglophones, il a connu un grand succès entre 1950 et 1980, figurant de nombreuses fois au palmarès des prénoms féminins. Cette vogue semble être venue de France où, pendant le premier tiers du XXe siècle, « Suzanne » s'était placé, à plusieurs reprises, dans les premiers rangs. Aujourd'hui, cette faveur est retombée mais les occurrences de « Suzanne » et de ses variantes restent nombreuses.

## Suzanne comme nom de personne ou prénom

### Saintes
- Sainte Suzanne de Rome, la plus connue, vierge romaine martyrisée au IIIe siècle ; fêtée le 11 août.
- Pour les autres saintes Suzanne, voir sainte Suzanne .

### Prénom
- Pour les personnalités de ce prénom, voir : Tous les articles commençant par « Suzanne ».

## Personnages de fiction et œuvres d'art
- Suzanne, chanson de Léonard Cohen.
- Suzanne, chanson de Cat Stevens.
- Suzanne, chanson de Pierre Perret (album Le Plombier, 1973).
- Suzanne, femme de chambre de la comtesse Almaviva dans Le Mariage de Figaro, de Beaumarchais.
- Suzanne, personnage principal de La Religieuse, de Diderot.
- Suzanne Berlingot, dite "Suzette", personnage des bandes dessinées Le Petit Spirou.

### Bas-relief
- Jean Richier - Le Jugement de Suzanne par Daniel

### Peinture
- Altdorfer - Suzanne au bain
- Pierre Nicolas Beauvallet - Suzanne au bain
- Jean Bondol - Suzanne et les vieillards
- Valentin de Boulogne - L'innocence de Suzanne reconnue
- Louis Carrache - Suzanne avec les vieillards
- Artemisia Gentileschi - Suzanne et les vieillards
- Francesco Hayez - Suzanne au bain
- Jacob Jordaens - Suzanne et les vieillards
- Le Tintoret - Suzanne au bain
- Jan Metsys - Suzanne et les vieillards
- Lorenzo Lotto - Suzanne au bain
- Pinturicchio - Histoire de la chaste Suzanne
- Giovanni Battista Pittoni - Suzanne et les vieillards
- Rembrandt - Suzanne au bain
- Rubens - Suzanne au bain
- Hans Schöpfer - Suzanne et les vieillards
- Jean-François de Troy - Suzanne et les vieillards
- Antoine van Dyck - Suzanne au bain
- Carle Van Loo - La Chaste Suzanne

### Tenture
- Manufacture des Gobelins - La Chaste Suzanne